# Jiří Smejkal (lední hokejista)
Jiří Smejkal (* 5. listopadu 1996 České Budějovice) je český hokejový útočník hrající v Extralize ledního hokeje za HC Dynamo Pardubice.

## Hráčská kariéra
Hokej hrál za mládežnické oddíly ČEZ Motor České Budějovice. Byl také členem mládežnických reprezentačních výběrů do 16, 18 a 20 let. Na mistrovství světa hráčů do 18 let dosáhl svého největšího úspěchu, když český tým získal stříbrné medaile.

## Ocenění a úspěchy
- 2012 ČHL-16 - Nejlepší nahrávač
- 2012 ČHL-16 - Nejvíce vstřelených branek v přesilových hrách

## Prvenství

### KHL
- Debut - 23. srpna 2016 (HC Lada Togliatti proti KHL Medveščak Zagreb)
- První gól - 17. září 2016 (HC Slovan Bratislava proti KHL Medveščak Zagreb, kanadskému brankáři Justin Pogge)
- První asistence - 5. ledna 2017 (KHL Medveščak Zagreb proti Amur Chabarovsk)

### ČHL
- Debut - 3. února 2017 (HC Sparta Praha proti HC Olomouc)
- První asistence - 3. února 2017 (PSG Zlín proti HC Sparta Praha)
- První gól - 26. září 2017 (HC Kometa Brno proti HC Sparta Praha, slovenskému brankáři Marku Čiliakovi)

### NHL
- Debut - 10. prosince 2023 (Detroit Red Wings proti Ottawa Senators)
- První asistence - 22. prosince 2023 (Colorado Avalanche proti Ottawa Senators)
- První gól - 16. dubna 2024 (Boston Bruins proti Ottawa Senators, švédskému brankáři Linus Ullmark)

## Statistiky

### Klubová statistika
| Sezóna      | Klub                       | Soutěž      |     | Základní část | Základní část | Základní část | Základní část | Základní část |   | Play off | Play off | Play off | Play off | Play off |
| Sezóna      | Klub                       | Soutěž      | Z   | G             | A             | B             | TM            | Z             | G | A        | B        | TM       |          |          |
| 2011–12     | HC Mountfield              | ČHL-18      | 15  | 5             | 4             | 9             | 6             | —             | — | —        | —        | —        |          |          |
| 2012–13     | HC Mountfield              | ČHL-18      | 36  | 16            | 27            | 43            | 63            | 5             | 2 | 1        | 3        | 14       |          |          |
| 2012–13     | HC Mountfield              | ČHL-20      | 1   | 0             | 0             | 0             | 0             | —             | — | —        | —        | —        |          |          |
| 2013–14     | ČEZ Motor České Budějovice | ČHL-18      | 7   | 5             | 5             | 10            | 20            | 7             | 5 | 5        | 10       | 4        |          |          |
| 2013–14     | ČEZ Motor České Budějovice | ČHL-20      | 28  | 7             | 12            | 19            | 12            | —             | — | —        | —        | —        |          |          |
| 2014–15     | Moose Jaw Warriors         | WHL         | 72  | 12            | 20            | 32            | 50            | —             | — | —        | —        | —        |          |          |
| 2015–16     | Moose Jaw Warriors         | WHL         | 28  | 4             | 14            | 18            | 34            | —             | — | —        | —        | —        |          |          |
| 2015–16     | Kamloops Blazers           | WHL         | 30  | 1             | 8             | 9             | 18            | 7             | 0 | 1        | 1        | 2        |          |          |
| 2016–17     | KHL Medveščak Zagreb       | KHL         | 26  | 3             | 1             | 4             | 6             | —             | — | —        | —        | —        |          |          |
| 2016–17     | HC Sparta Praha            | ČHL         | 9   | 0             | 2             | 2             | 0             | 1             | 0 | 0        | 0        | 0        |          |          |
| 2017–18     | HC Sparta Praha            | ČHL         | 26  | 4             | 2             | 6             | 16            | —             | — | —        | —        | —        |          |          |
| 2017–18     | Piráti Chomutov            | ČHL         | 17  | 4             | 5             | 9             | 24            | —             | — | —        | —        | —        |          |          |
| 2018–19     | HC Sparta Praha            | ČHL         | 47  | 7             | 9             | 16            | 20            | 4             | 0 | 0        | 0        | 2        |          |          |
| 2019–20     | HC Sparta Praha            | ČHL         | 47  | 13            | 18            | 31            | 51            | —             | — | —        | —        | —        |          |          |
| 2020–21     | Tappara                    | Liiga       | 48  | 9             | 17            | 26            | 28            | 9             | 0 | 0        | 0        | 29       |          |          |
| 2021–22     | Pelicans                   | Liiga       | 44  | 25            | 20            | 45            | 32            | 3             | 1 | 1        | 2        | 22       |          |          |
| 2022–23     | IK Oskarshamn              | SHL         | 49  | 23            | 20            | 43            | 30            | 3             | 1 | 1        | 2        | 0        |          |          |
| 2023–24     | Ottawa Senators            | NHL         | 20  | 1             | 1             | 2             | 4             | —             | — | —        | —        | —        |          |          |
| 2023–24     | Belleville Senators        | AHL         | 47  | 9             | 13            | 22            | 16            | 7             | 0 | 0        | 0        | 2        |          |          |
| 2024–25     | HC Dynamo Pardubice        | ČHL         | 41  | 11            | 17            | 28            | 24            | 16            | 7 | 2        | 9        | 14       |          |          |
| ČHL celkově | ČHL celkově                | ČHL celkově | 187 | 39            | 53            | 92            | 135           | 26            | 8 | 4        | 12       | 18       |          |          |

### Reprezentační statistika
| Rok                       | Tým                       | Soutěž                    | Z  | G | A | B | TM |
| ------------------------- | ------------------------- | ------------------------- | -- | - | - | - | -- |
| 2014                      | Česko 18                  | MS-18                     | 6  | 4 | 0 | 4 | 0  |
| 2016                      | Česko 20                  | MSJ                       | 5  | 2 | 2 | 4 | 0  |
| 2021                      | Česko                     | MS                        | 8  | 1 | 1 | 2 | 0  |
| 2022                      | Česko                     | OH                        | 4  | 1 | 0 | 1 | 2  |
| 2022                      | Česko                     | MS                        | 10 | 2 | 3 | 5 | 0  |
| 2023                      | Česko                     | MS                        | 8  | 0 | 1 | 1 | 2  |
| Juniorská kariéra celkově | Juniorská kariéra celkově | Juniorská kariéra celkově | 11 | 6 | 2 | 8 | 0  |
| Seniorská kariéra celkově | Seniorská kariéra celkově | Seniorská kariéra celkově | 30 | 4 | 5 | 9 | 4  |